# NGC 2511
NGC 2511 é uma galáxia espiral (S) localizada na direcção da constelação de Canis Minor. Possui uma declinação de +09° 23' 43" e uma ascensão recta de 8 horas, 02 minutos e 15,0 segundos.
A galáxia NGC 2511 foi descoberta em 31 de Janeiro de 1851 por William Parsons.